# Алам, Лина
Лина Алам (لينا علم, род. 1978, Кабул) — афганская актриса театра, кино и телевидения. Она снялась в таких фильмах, как «Кабули Кид», «Черный коршун», «Лури», «Письмо президенту» и «Хасан». Она известна своими работами в кино и на телевидении, посвящёнными детским бракам, гендерному неравенству, правам женщин и социальным конфликтам.
В 1991 году Алам и её семья из-за гражданской войны в Афганистане переехали в Соединённые Штаты Америки. Свою актёрскую и кинокарьеру она начала в 1998 году.
Алам также известна как «Ширин Афганистана» (شیرین افغانستان) после того, как сыграла в разрушающей табу феминистской телевизионной драме «Ширин» (شیرین) — это первый в Афганистане фильм в своем роде, режиссёром которого стал Гафар Азад, а продюсерами — Кабура и Tolo TV. «Ширин» был номинирован на премию Seoul International Drama Awards 2016 в категории «Лучший мини-сериал», а Лина Алам была номинирована на премию Seoul International Drama Awards в категории «Лучшая актриса».
В 2021 году она была названа одной из 100 женщин по версии Би-би-си.

## Карьера в кино и модельном бизнесе
Алам родилась в 1980 году в Кабуле. В начале своей карьеры Алам работала моделью и принимала участие в танцевальных конкурсах. В 1994 году она приняла участие в конкурсе «Мистер и Мисс Сан-Франциско Индия», организованном Ренну Дхиллон, где исполнила полутораминутный танцевальный номер и получила награду «Лучший талант». Её первым фильмом стал «Обещание любви», снятый компанией Tarin Films, но первым на экраны в 1998 году вышел фильм «На чужбине» режиссёра Хафиза Асефи.
В фильме «На чужбине» она сыграла преданную своим традициям и ценностям индийскую девушку, приехавшую в США на учёбу. Во время кастинга для этого фильма Алам познакомилась с Саламом Санги, который стал её наставником. В фильме «Лури» Саида Орокзая она сыграла травмированную афганку с черепно-мозговой травмой, которая забыла свое прошлое. Алам назвала этот фильм, написанный Хамидом Навидом специально для неё, одним из своих любимых.
В 2007 году Алам вернулась в Кабул и снялась вместе с Хаджи Гулем в фильме «Кабульский парень», франко-афганской драме производства Fidélité Films под руководством Бармака Акрама. В 2013 году она снялась в ирано-афганском фильме «Почва и кораллы», продюсером которого выступила Парвин Хуссаини, а режиссёром — Масуд Атьяби. Также в 2013 году она сыграла одну из главных ролей во втором сезоне популярного телесериала «Наша улица» режиссёра Мирваиса Рекаба. В 2014 году она снялась в фильмах «Послание Дарьи» производства Axobarax Films (режиссёр Хомаюн Каримпур) и «Чёрный коршун» Тарика Каюми. Фильм снимался в Афганистане в спешке, с частой сменой мест, чтобы Талибан не узнал о том, что идут съемки. В том же году Алам снялась в разрушающей табу феминистской телевизионной драме режиссёра Гафара Азада «Ширин» о борьбе сильной женщины (студия Kaboora/Tolo). В 2016 году она сыграла главную роль в фильме "Письмо президенту " режиссёра Ройи Садат.
Она также снялась в нескольких короткометражных фильмах, чтобы помочь молодым афганским кинематографистам — «Движение по кругу» Сияра Нурзада и «Жизнь в могиле» Лала Ализады, «Неизвестный» Гафара Файзьяра, «Камар» Нимы Латифи и «В скобках» Гафара Азада.
Алам в 2014 и 2015 годах была членом жюри кинофестиваля Negah-e-No, а также членом жюри кинофестиваля по правам человека в Афганистане 2015 года, международного кинофестиваля Sama в Стокгольме, Швеция, 2016 года, 8-го национального театрального фестиваля в Афганистане 2014 года, международного жюри художественных фильмов на кинофестивале в Аделаиде, Австралия, в 2017 году и на международном кинофестивале Imagine India 2020, 2021 и 2022 годов в Мадриде, Испания.
Алам снималась в музыкальных клипах Шафика Мурида, Араша Бареза и Керри Коулшеда.
На 68-м фестивале в Бад-Херсфельде 2018 в Гессене, Германия, на исторической сцене «Руины монастыря» (Stiftsruine), она сыграла Сольвейг в «Пер Гюнте» норвежского драматурга Генрика Ибсена, поставленном Робертом Шустером, немецким театральным режиссёром и профессором Академии драматического искусства имени Эрнста Буша в Берлине.
В 2021 году Лина Алам сотрудничала с театральными артистами США, исполняя монологи, написанные драматургом Анджелиной Лармер. Проект «Голоса Афганистана» был задуман и спродюсирован Че’Рей Адамс в Центре писателей Лос-Анджелеса и исполнен вживую для HowlRound TV. Монологи были основаны на реальных интервью с людьми, которые все ещё оставались в Афганистане вопреки своему желанию во время падения Кабула.

## Активизм в области прав человека
В 2009 году Алам была назначена послом мира Миссии ООН по содействию Афганистану (МООНСА).
Спустя сорок дней после того, как 19 марта 2015 года Фархунда, 27-летняя афганка, ложно обвинённая в сожжении копии Корана, была публично избита и сожжена заживо, Алам присоединилась к кабульским активистам, чтобы инсценировать убийство. Она сыграла роль Фархунды.

## Награды
- Лучшая актриса — Международный кинофестиваль в Кабуле, Афганистан, 2008 г.
- Лучшая актриса — Кинофестиваль в Толо, Афганистан, 2009 г.
- Лучшая актриса — Фестиваль фильмов о правах человека в Афганистане, Афганистан, 2013 г.
- Лучшая актриса — Кинофестиваль Negah-e-No, Афганистан, 2014 г.
- Почетная награда — Международный женский кинофестиваль в Герате, Афганистан, 2014 г.
- Лучшая актриса — Кинофестиваль Negah-e-No, Афганистан, 2015 г.
- Лучшая актриса — Международный кинофестиваль «Мехрган», Афганистан, 2015 г.
- Лучшая актриса — Международный женский кинофестиваль в Герате, Афганистан, 2015 г.
- Лучшая актриса — Номинация, Seoul International Drama Awards, Южная Корея, 2016
- Почётная награда — Вклад в афганское кино — Международный кинофестиваль «Сама» в Стокгольме, Швеция, 2017 г.
- Лучшая актриса — Номинация, Малайзийский международный кинофестиваль (Golden Global Awards) Малайзия 2018
- Лучшая женская роль — Международный кинофестиваль Sinema Zetu (SZIFF), Танзания, 2019[13][14]
- Лучшая женская роль — Национальный кинофестиваль Ладжвард, Афганистан, 2020[15]
- В 2021 году она вошла в список 100 женщин по версии Би-би-си[2].